# Call Your Friends
Call Your Friends is het tiende studioalbum van de punk band Zebrahead.  Dit is het eerste album was uitgebracht is met nieuwe gitarist Dan Palmer, die Greg Bergdorf vervangt. 

## Nummers op album
1. "Sirens" – 3:26
2. "I'm Just Here for the Free Beer" – 3:42
3. "With Friends Like These, Who Needs Herpes?" – 3:39
4. "Call your Friends" – 3:07
5. "Murder on the Airwaves" – 3:38
6. "Public Enemy Number One" – 3:30
7. "Born to Lose" – 2:59
8. "Stick Em Up Kid!" – 3:15
9. "Automatic" – 2:51
10. "Nerd Armor" – 2:58
11. "Panic in the Streets" – 3:36
12. "Don't Believe the Hype" – 3:35
13. "Until the Sun Comes Up" – 3:01
14. "Last Call" – 3:42

## Bezetting
- Matty Lewis – Ritmegitaar, Zang
- Ali Tabatabaee – Zang
- Dan Palmer – Leadgitaar
- Ben Osmundson – Bass
- Ed Udhus – Drums